# Callitype
Ne doit pas être confondu avec calotype.

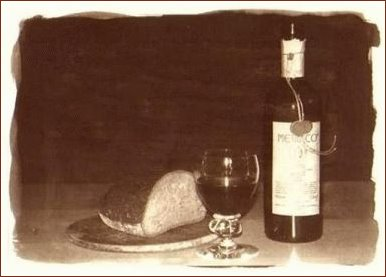
Pain et vin

Le callitype ou kallitype est un procédé photographique ancien à base d'oxalate ferrique donnant des images aux tons sépia.
Les images ont généralement une plus grande gamme de tons que les cyanotypes.
Ces tirages étaient en vogue au XIXe siècle.